# Maestro Eckhart
Eckhart de Hochheim (Turingia, c. 1260-c. 1328), conocido como Maestro Eckhart (Meister Eckhart, en alemán), fue un sacerdote dominico alemán, conocido por su obra como teólogo y filósofo y por sus escritos que dieron forma a una especie de misticismo especulativo, que más tarde sería conocido como mística renana. Es llamado Meister en reconocimiento a los títulos académicos obtenidos durante su estancia en la Universidad de París. Fue maestro de teología en París en diversos períodos y ocupó varios cargos de gobierno en su Orden, mostrándose especialmente eficiente en su asistencia espiritual a la rama femenina dominica.
Fue el primer teólogo de la Universidad de París en ser sometido a un proceso por sospecha de herejía. Condenadas algunas proposiciones de su obra por Juan XXII, fue rehabilitado por la Congregación para la Doctrina de la Fe en 1992.

## Vida

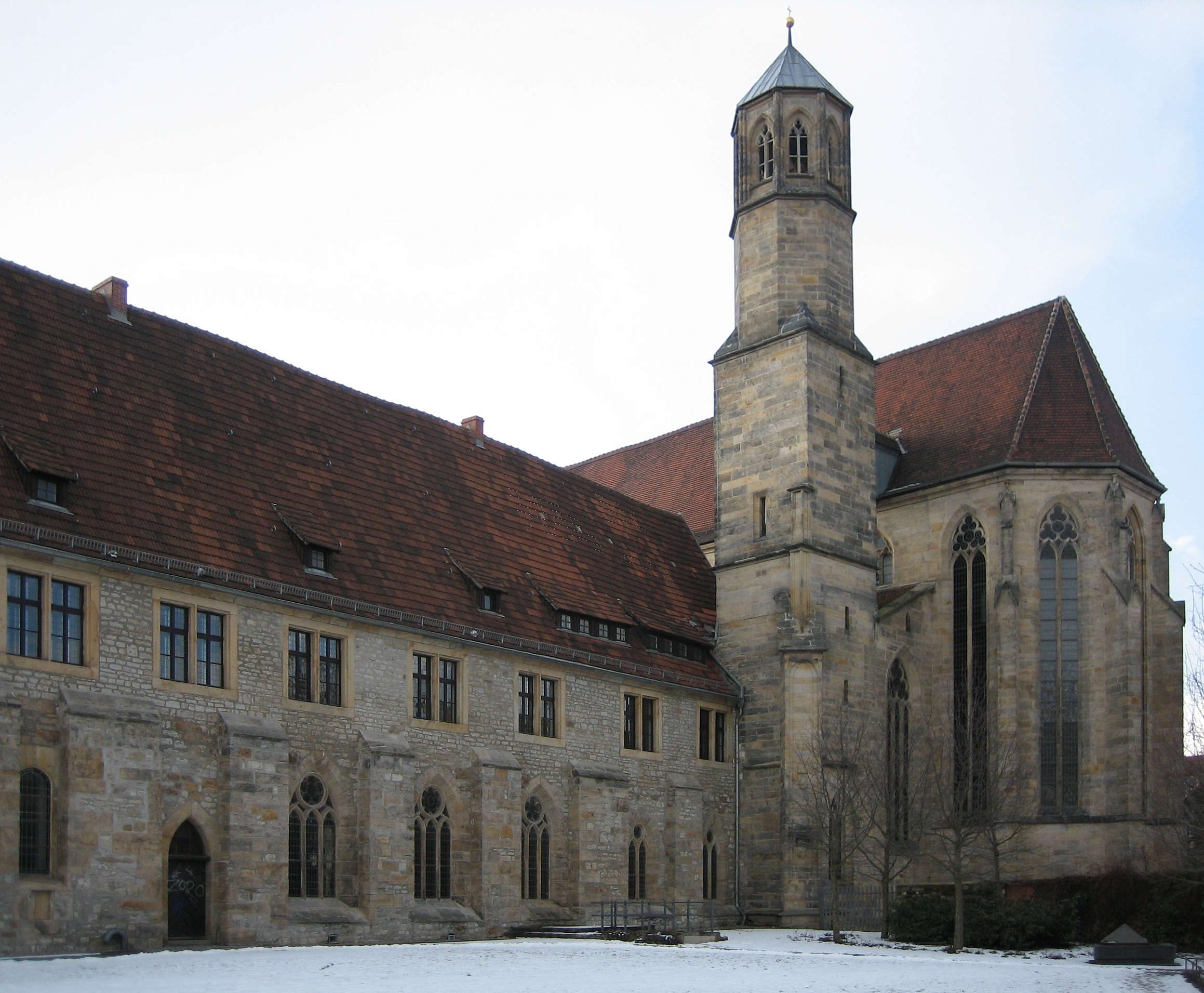
Antigua iglesia y monasterio de los dominicos en Erfurt. Luego de la Reforma se convirtió en templo protestante.

Se tienen poquísimas noticias acerca de su vida antes de 1290. Hasta la década del 2000 se creía que había nacido en Hochheim, cerca de Gotha, pero estudios posteriores parecen demostrar que más bien nació en Tambach. Parece también probado que su nombre era Eckhart (no su apellido) y que nunca tuvo el nombre Juan como se pensó durante mucho tiempo. Entró muy joven a la Orden de Predicadores en Erfurt. Se cree que luego se trasladó al studium generale de Colonia, donde se familiarizó con los escritos del Pseudo Dionisio y los comentarios de san Alberto Magno. Obtuvo el grado de bachiller en teología en la Universidad de París durante el bienio 1292-1293. De ese período data, como para cualquier estudiante que quisiera obtener el título de lector sententiarum, un comentario suyo a las Sentencias de Pedro Lombardo.
Fue elegido prior en Erfurt, y vicario provincial de Turingia en 1294. En 1300 se convirtió en profesor de teología en la Universidad de París, allí debatió contra las ideas de Duns Scoto y de Gonzalo de Balboa. En 1303, tras obtener el título de magister sacrae theologiae, fue expulsado del reino por Felipe el Hermoso, probablemente por haberse negado a promover un concilio contra Bonifacio VIII.
Los religiosos de la nueva provincia de Sajonia lo eligieron provincial en 1304, cargo que ocupó hasta 1311. Ese período lo dedicó a visitar los conventos de la Orden moviéndose por toda la extensa provincia. De esos años es la única carta que se conserva de Eckhart: se trata de un escrito del 11 de septiembre de 1305 dirigido al senado de la ciudad de Gotinga, donde les asegura que los dominicos no ampliarán la extensión de sus posesiones en la zona. En 1310, la provincia de Teutonia lo eligió su provincial, pero el capítulo general de Nápoles de 1311 rechazó el nombramiento. Ese año volvió a París para seguir enseñando y comentando la Biblia. Solo Tomás de Aquino había ejercido dos veces como magister en París, cosa que da cuenta de la fama de la que gozaba Eckhart entre sus correligionarios. A partir de 1314 se le confió la atención de la rama femenina de la Orden como vicario general. Allí se familiarizó con las corrientes de misticismo que se habían desarrollado en Alemania por aquel entonces y se dedicó intensamente a la predicación. En 1314 fue como director del studium generale a Estrasburgo y desde 1324 del studium de Colonia.

### Inquisición y condena

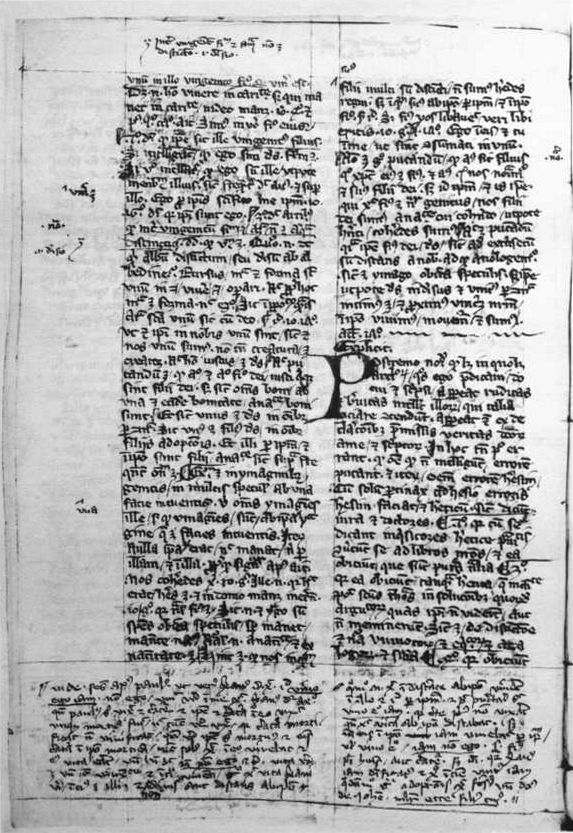
Documento manuscrito en latín que corresponde al Codex 33, folio 57v. Contiene parte de la opinión de Eckhart sobre la acusación de que fue objeto. Archivo y Biblioteca Municipal de la Ciencia, Soest, Renania del Norte-Westfalia, Alemania.

Colonia fue objeto de la visita de un legado pontificio, Nicolás de Estrasburgo, durante ella algunos dominicos acusaron a Eckhart de sostener tesis heréticas. Se llevó a cabo una investigación, requerida por el capítulo general dominico de 1325, que concluyó afirmando la inocencia del maestro. Pero el arzobispo de Colonia, Enrique II de Virnenburg, que llevaba adelante una campaña contra las beguinas y contra los Hermanos del libre espíritu, no contento con la investigación inició otra, tras una nueva denuncia por parte de otros dos dominicos, Ermanno de Summo y Guillermo de Nidecken. Autores como Vannini piensan que un conflicto in crescendo entre franciscanos y dominicos constituía una parte importante de los motivos para tal proceso.
En 1326, la comisión dedicada al estudio de su doctrina, formada por un padre dominico y un canónigo de la catedral de Colonia, manifestó que encontraba sospechosas de herejía 49 proposiciones presentes en la obra Liber benedictus de Eckhart. Este se defendió indicando que varias de ellas no correspondían a su pensamiento, explicando su postura sobre las restantes y excusándose del énfasis dado a algunas expresiones que podían ser malinterpretadas. Además, hizo hincapié en la incompetencia del tribunal, debido al privilegio de exención del que gozaba la Orden de Predicadores. La comisión, al parecer sin considerar la defensa de Eckhart, amplió a 59 las proposiciones condenables, esta vez tomadas de sermones pronunciados en lengua vulgar, y Eckhart volvió a defenderse del mismo modo, aunque esta vez acusó de «indoctos, ignorantes, tarados y burdos» a sus acusadores, añadiendo que se dedicaban a condenar lo que no alcanzaban a entender, ya que —siempre según Eckhart— la herejía no es solo un error, sino también el persistir en él. Un año después, el 13 de febrero de 1327, pronunció una profesión pública de fe, que había sido preparada por los inquisidores, pero al mismo tiempo apeló al romano pontífice para el estudio de su caso indicando que se plegaría a lo que el papa afirmara de su trabajo. Su defensa fue leída en latín por su correligionario Conrado de Halberstadt, quien luego dejó la palabra al mismo Eckhart, que repitió el mismo texto, pero traducido al alemán:

Yo, maestro Eckhart, doctor en Sagrada Teología, protesto ante todo, tomando como testigo a Dios mismo, que siempre he rechazado, en cuanto he podido, todo error sobre la fe y toda corrupción de costumbres, ya que esos errores son contrarios a mi condición de maestro y a mi Orden. Por tanto, si se encontrasen proposiciones erróneas concernientes a lo que yo he dicho, escritas por mí, dichas o predicadas, en privado o en público, en cualquier momento o lugar, directa o indirectamente, según una doctrina sospechosa o falsa, yo las revoco aquí expresa y públicamente, ante todos y cada uno de los presentes...
Vannini 1989:28

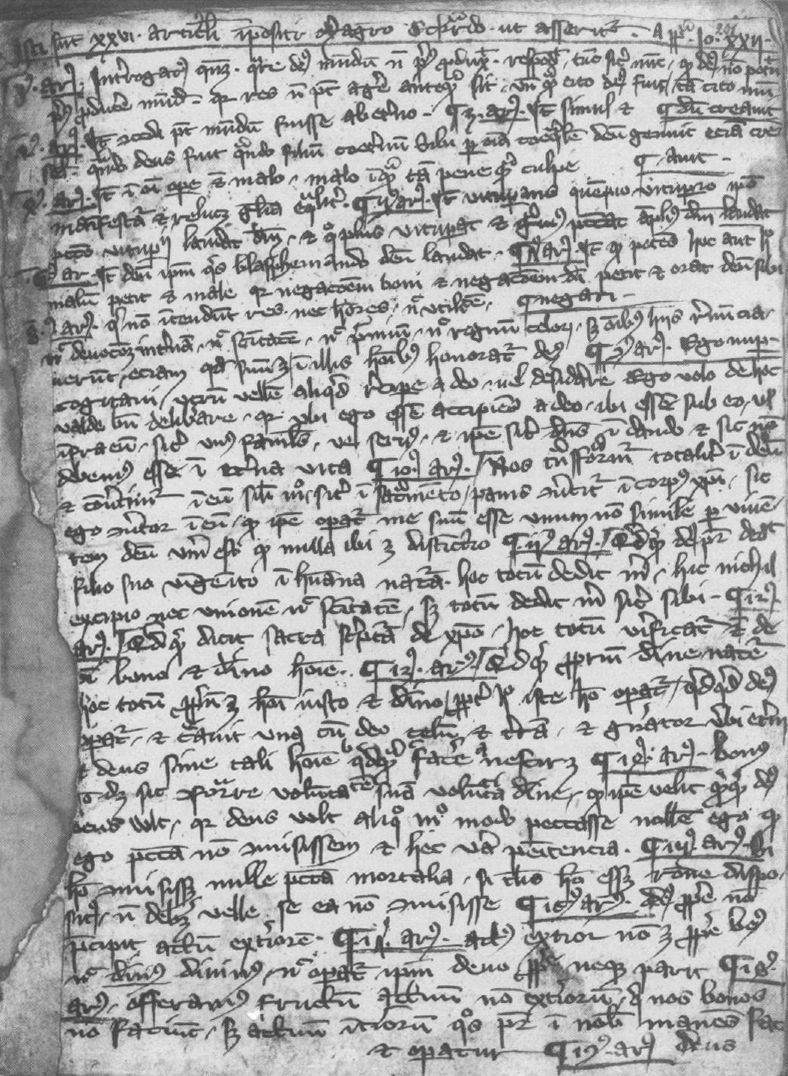
Manuscrito I 151, folio 201r, atesorado en la Biblioteca municipal de la ciudad de Maguncia, Renania-Palatinado, Alemania, datado de 1329 a 1360. Se trata de una copia de la bula papal In agro dominico, expedida por Juan XXII el 27 de marzo de 1329. La bula constituyó el final del proceso inquisitorial contra Eckhart, quien ya había fallecido al momento de su publicación. La rehabilitación definitiva de Eckhart por parte de la Iglesia católica llegaría a fines del.

Pero nueve días después, el tribunal episcopal rechazó la apelación al papa. Antes de que el proceso continuara, Eckhart partió para Aviñón junto con el provincial de Teutonia, Enrique de Cigno (antes confesor de la corte de Juan XXII) y otros teólogos de la Orden. Así, el proceso se desarrolló en Aviñón los años 1327 y 1328.
Cuando llegó la respuesta del papa Juan XXII, con la bula In agro dominico en 1329, Eckhart ya había fallecido. El texto papal, que lleva la fecha del 27 de marzo de 1329, enumera y expone 26 proposiciones tomadas de los escritos de Eckhart y a continuación otras dos que habría predicado. Luego indica que las primeras quince proposiciones y las dos últimas «sea por los términos que emplea, sea por la conexión de sus contenidos, contienen errores y la mancha de la herejía»; en cambio los restantes artículos serían «peligrosos en la expresión, muy temerarios y sospechosos de herejía, aun cuando, mediante muchas aclaraciones y explicaciones, pueden recibir o tener un sentido católico». Añade que, con la finalidad de que tales ideas no perjudiquen la fe de la gente sencilla, condena y reprueba las primeras quince proposiciones y las dos últimas como heréticas; y las restantes como sospechosas. E indica:

Si alguno osase sostener obstinadamente o aprobar estos artículos, queremos y ordenamos que, contra quien defendiese o aprobase los quince citados antes y los dos últimos, o uno de ellos, se proceda como contra un herético; mientras contra quien defendiese o aprobase los otros once, en cuanto a su texto, se proceda como contra un sospechoso de herejía.

Curiosamente, el texto de la bula no toma en consideración la apología pronunciada por Eckhart. Se sabe que parte de la investigación fue llevada a cabo por el cardenal Jacques Fournier, luego papa Benedicto XII, quien ya había participado como perito en las condenas de Pedro de Olivi y Guillermo de Ockham. La bula solo tuvo efecto en la provincia eclesiástica de Colonia, aunque el proceso fue seguido con interés por quienes se encontraban por entonces en Aviñón. De hecho Guillermo de Ockham, que en 1328 se encontraba todavía allí, escribió banalizando la postura de Eckhart:

[...] en tiempos de Juan XXII, un maestro de teología alemán, de nombre Eckhart, sostuvo públicamente y predicó que el mundo es eterno, que cada hombre justo se transforma en la esencia divina, precisamente como en el sacramento del altar el pan se convierte en el Cuerpo de Cristo, y que un tal hombre creó las estrellas, y que Dios sin él no sabría qué hacer, y que en la realidad divina no hay ninguna distinción, ni en la esencia ni en las Personas, y que todas las criaturas son una pura nada, y muchas otras cosas fantasiosas, no tanto heréticas cuanto dementes, de ninguna manera sostenibles, ni siquiera queriendo; pero este tal tenía muchos seguidores en Alemania...
Tractatus contra Benedictum

En 1926 se publicó una colección de documentos relacionados con el proceso celebrado en Colonia contra Eckhart, Aunque se pensó inicialmente que se trataba de una sola obra, llamada Verteidigungsschrift (Escrito de defensa) y que, por tanto, eran las notas del proceso desde el punto de vista de Eckhart, el estudio de sus contenidos muestra que es más bien una colección de textos. De hecho contiene:
- Las actas de la primera audiencia de Eckhart ante la comisión arzobispal con dos intervenciones del maestro y su respuesta sobre las primeras 49 proposiciones.
- La lista, en latín, de las 49 proposiciones.
- La lista, siempre en latín, de las otras 59 proposiciones con las respuestas del mismo Eckhart a cada una de ellas.
- Un texto redactado por Eckhart donde acusa a los denunciantes.[20]

En 1935 se publicó la respectiva compilación sobre el proceso llevado a cabo en Aviñón. La lectura reposada de estos textos muestra, como ya subrayó Ruh, que la condena no era tanto a su labor como teólogo, sino como predicador en lengua vernácula, es decir, al supuesto peligro que predicaciones de un nivel teológico y filosófico tan elevado representaba en las mentes, quizás poco preparadas, de sus oyentes. Esto explica también que la condena se haya hecho pública y efectiva solo en la arquidiócesis de Colonia.

## Obra
Eckhart de Hochheim fue uno de los más influyentes teólogos del Medievo, pese a la fama de heterodoxia de sus obras, en las cuales la influencia neoplatónica es tangible.
Se conservan obras de Eckhart escritas en latín y en alemán, aunque ningún autógrafo. Hasta los trabajos de investigación de Henri Denifle en 1880 se conocían solamente algunas obras con sermones y tratados menores, y menciones al resto de su obra incluso en autores como Nicolás de Cusa. Denifle descubrió sus obras de más calado como el Opus tripartitum y la Collatio in libros Sententiarum. Su hallazgo dio lugar a un renacimiento del interés por Eckhart, del cual se habían conservado hasta el momento solo sermones escritos en lengua vernácula —de elevada y peculiar retórica— y los comentarios de otros autores.
Las obras en latín son de carácter especulativo y destinadas a la enseñanza. Se cuentan entre ellas el Tratado sobre la oración dominical, los Comentarios a los libros de las Sentencias y las Quaestiones parisienses. A estos hay que añadir 58 sermones y fragmentos dispersos en obras de otros autores que lo citan.
Su obra en alemán contribuyó a formular una lengua propia para tratar temas filosóficos o teológicos, cosa que le granjeó el título de «creador de la prosa alemana». Sin embargo, aunque su intención era poder llegar con ello también a las personas de menor educación o formación, los escritos en lengua vulgar se prestaban con mayor facilidad a ser malinterpretados. Sus obras en alemán son en general tratados y sermones.
En cuanto a sus fuentes, además de las propias de un maestro de teología –es decir la Biblia— emplea con soltura los comentarios de las obras de Aristóteles realizados por sus correligionarios Alberto Magno y Tomás de Aquino. También usa textos de Aristóteles, aunque su adhesión a la filosofía aristotélica fue tema de debate. El mundo neoplatónico del Liber de causis queda temperado y «bautizado», si cabe hablar así, por autores como Agustín de Hipona y Pseudo Dionisio, que Eckhart asimismo emplea y conoce. Igualmente cita a menudo a Boecio.

### Obra en latín

#### Opus tripartitum
El Opus tripartitum es una especie de «Suma de teología» concebida -como su mismo nombre indica- en tres partes: (1) el Opus propositionum, dedicado a las proposiciones que serían examinadas por el teólogo; (2) el Opus quaestionum, en forma de quaestio para resolver los problemas ocasionales que surgían de la primera; y (3) el Opus expositionum, destinado a un comentario de todos los libros de la Biblia. La formulación de este esquema era notoriamente novedoso en un ambiente académico, donde se privilegiaba la forma de la quaestio. Desgraciadamente, de todo ese trabajo —si es que se llegó a completar— solo se conservan el prólogo de la obra, por el que sabemos su plan general, y algunos comentarios pertenecientes a la tercera parte: dos comentarios al libro del Génesis, y otros al del Éxodo, al libro del Eclesiástico, al de la Sabiduría y al Evangelio de Juan.
Según el plan de la obra y un ejemplo de desarrollo que introdujo el mismo Eckhart, el Opus propositionum debía mostrar la identidad del ser con Dios, siguiendo el modelo de la Institutio theologica de Proclo. El programa incluía un esquema de 14 tratados con más de mil proposiciones en total. Y, como recuerda el mismo Eckhart, dado que conocer algo es al mismo tiempo conocer su contrario, los temas de las proposiciones se presentan en parejas: caridad y pecado, ser y esencia, etc.
El Opus quaestionum, en cambio, debía seguir el esquema de la Summa theologiae de Tomás de Aquino, aunque menos exhaustivo, dado que el plan era tratar más bien, como se ha dicho anteriormente, unas problemáticas que surgían de la parte expositiva-propositiva.
En cuanto al Opus expositionum, siempre según el mismo Eckhart, su modelo fue el comentario de san Agustín a los primeros libros de la Biblia, así como su obra 83 cuestiones diversas y el A Orosio. La idea era recorrer los textos presentando tanto la interpretación literal como la anagógica o moral. Aquí introduciría, a modo de Opus sermonum, los textos de algunos sermones que ya había preparado y pronunciado en latín para maestros y estudiantes.
Entre sus comentarios bíblicos, son famosos sus cambios de perspectiva en relación con algunos pasajes del Evangelio. Por ejemplo, al comentar el texto del Evangelio de san Juan donde se menciona que Pedro y Juan habían corrido juntos al sepulcro, pero que Juan, habiendo llegado primero, no se atrevió a entrar hasta que llegó Pedro, quien entró primero al sepulcro (Juan 20:3-10), Eckhart —contrariamente a toda la tradición exegética— indica que Pedro simboliza el entendimiento y Juan la voluntad y que, dado que sin conocimiento no hay amor, es el conocimiento quien debe entrar primero para que se dé el amor de la voluntad. En el pasaje referido a Marta y María (Lucas 10:38-42), el comentario de Eckhart no solo contradice la exégesis tradicional, sino también la literalidad del texto evangélico, cuando comenta que en realidad la mejor opción corresponde a Marta, quien unió el aspecto contemplativo al activo en su actuar.

#### Quaestiones parisienses
Se trata de cinco quaestiones que siguen el modelo propio de las universidades del tiempo para discutir temas controvertidos. Tres de ellas son del primer período en que Eckhart fue maestro de la Universidad de París (es decir, los años 1302-1303). Las otras dos —hay que decir que se ha dudado de la atribución— del segundo período, 1311-1314. En ellas se aleja de la doctrina tomista enseñada por entonces, especialmente en el punto de la primacía del pensar sobre el ser en Dios. Hay ideas y argumentos del pensamiento de Eckhart que solo se encuentran en estas quaestiones.
Los temas de las cuestiones son los siguientes:
- «Si en Dios se identifican el ser y el entender".[34]
- «Si el entender del ángel, en cuanto se refiere a la acción, es su propio ser».[35]
- «Si la alabanza de Dios en el cielo es más noble que el amor del mismo en la tierra».[36]
- «Si la existencia de un movimiento sin término implica alguna contradicción».[37]
- «Si las formas de los elementos quedaron en el cuerpo de Cristo cuando murió en la cruz».[38]

El texto de las primeras tres quaestiones fue descubierto en la Biblioteca de Aviñón en 1927. La tercera tiene el texto de la respuesta dada por un maestro Gonzalo, de la orden franciscana, pero que no ha de confundirse con el maestro Gonzalo Hispano y al margen, y con el título de Rationes Equardi (respuesta de Eckhart) el texto del Maestro. Los textos de las quaestiones cuarta y quinta se hallaron en un manuscrito de la Biblioteca Vaticana.

#### Sermones
También se debe a Denifle el descubrimiento de estos sermones en un códice de la biblioteca de Cusa (la ciudad cambió de nombre y hoy se conoce como Bernkastel-Kues). El copista comete numerosos errores en la transcripción que fueron corregidos, por medio de notas al margen realizadas por Nicolás de Cusa. Los manuscritos parecen contener un borrador o la base empleada para los sermones. No se sabe si la intención era usarlos como apuntes de predicación o bien como fuente para la elaboración de una colección de sermones. Y es que el mismo Eckhart anunció, en el prólogo del Opus tripartitum, la redacción de una colección de sus sermones:

La tercera obra, v.gr. el Opus expositionum, se divide en dos partes. Dado que el autor ha estudiado y expuesto en sus sermones algunas autoridades de los dos Testamentos de manera particularmente detallada, decidió exponer otros separadamente, y llamar a esta obra Opus sermonum.

Sin embargo, se discute si realmente se trata de esta obra. Lo que sí es incuestionable es la condición preparatoria o incompleta de los textos, ya que en ocasiones, cuando se anuncian un esquema o diversas partes del sermón, luego a lo largo del texto no se encuentra o se sigue otro. Otras veces deja iniciado un tema e indica Expón tal cosa. o mira «actio», lo cual hace suponer el empleo de una especie de diccionario personal de términos filosóficos.
Asimismo se trata de «sermones universitarios», es decir, destinados a personas cultas y preparadas, cosa que se descubre no solo por el empleo de la lengua latina, sino también por la forma literaria que presentan, que sigue en varias ocasiones el llamado color rithmicus (finales de párrafo que riman con los anteriores) y la división tripartita, propia del sermón culto.
En cuanto a las fuentes, el trabajo intertextual para la edición crítica ha mostrado que más que usar los textos que cita, Eckhart se valía de florilegios o antologías contemporáneas.
La forma de presentar el sermón también resulta interesante e indicativa, ya que tras presentar el texto que comentará, lo relaciona con otros escritos bíblicos de manera bastante arbitraria, aunque significativa sobre su modo de pensar y sobre los textos que Ekhart dominaba mejor. Por otro lado, los esquemas son variados: en algunas ocasiones presenta un pequeño tratado o comentario palabra por palabra a los versículos escogidos para la predicación, otras se detiene en una sola palabra, otras el comentario toma forma de quaestio o de respuesta magistral.
El sermón latino más antiguo que se conserva es el predicado el 18 de abril de 1294 en París con motivo de la Pascua.

### Obra en alemán

#### Tratados
Desde la edición de Franz Pfeiffer se conocen como Tratados a algunos opúsculos en lengua vulgar de Eckhart.
Hay un grupo, llamado Discursos sobre el discernimiento en el título original, pero publicados como Instrucciones espirituales, con sus enseñanzas a novicios de la Orden de Predicadores o durante su período como vicario en Turingia, es decir, entre 1294 y 1298. Aunque no entra en las temáticas que luego lo harán controvertido, sí enuncia en esta obra sus ideas sobre el desapego y sobre la obra interior, como contrapuesta a la exterior en la vida espiritual.
Después una obra compuesta para Inés de Habsburgo, que contiene dos tratados: el Liber Benedictus y El hombre noble (Vom edlen Menschen). El Liber Benedictus es una obra al estilo del De consolatione philosophiae de Boecio.
Sobre la atribución a Eckhart de un tercer tratado llamado El desapego se mantienen dudas, debido a que las afirmaciones teológicamente controvertidas aparecen mucho más propasadas y de haberse conocido, habrían sido utilizadas por el tribunal inquisitorial. Sin embargo, Quint lo introdujo en su edición crítica de la obra alemana de Eckhart.

#### Sermones
Se trata de 113 sermones, 32 de ellos recogidos en una colección ya reunida en tiempos contemporáneos al Maestro y escritos en lengua turingia con el título Paradisus anime intelligentis. También sobre ellos existen dudas de autenticidad o atribución. Se agrupan de acuerdo con el momento de la vida de Eckhart en que fueron escritos, es decir, prevalentemente: el tiempo en que fue prior en Erfurt, cuando fue provincial y los períodos en Estrasburgo y Colonia. Llaman la atención por el fuerte contenido filosófico y teológico presente en ellos, aun cuando la elección del alemán presagiaba que el predicador se dirigía a estratos menos doctos de la población. Pero, al parecer, Eckhart consideraba que su auditorio estaba a la altura de esos contenidos:

No he hablado aquí de temas que se deban exponer en la escuela; se pueden también exponerlas desde el púlpito como enseñanza.
Sermón Quasi vas auri solidum ornatum omni lapide pretioso

Asimismo resulta interesante notar la presencia continua de los temas más propios de Eckhart, como su teoría sobre el desapego, sobre la nobleza del alma y sobre la unión con Dios.

#### Granum sinapis
Igualmente se le atribuye una poesía de profundo misticismo llamada Granum sinapis («El grano de mostaza»):

der wek dich treit
in eine wûste wunderlîch,
dî breit, dî wît,
unmêzik lît.
dî wûste hat
noch zît noch stat,
ir wîse dî ist sunderlîch.
El camino te conduce
a un maravilloso desierto,
a lo ancho y largo,
sin límite se extiende.
El desierto no tiene
ni lugar ni tiempo,
de su modo tan sólo él sabe.

El texto se ha conservado en sus testimonios más antiguos con un comentario que, si no es del mismo Maestro, al menos corresponde a un círculo cercano de sus contemporáneos. En las primeras tres estrofas hay una alabanza a la Trinidad, a través de las procesiones divinas: la del Verbo y la del Espíritu Santo, que es llamada processio amoris y la unidad de naturaleza.
A continuación siguen imágenes sobre la vida espiritual como la montaña, el desierto. Finaliza con la teoría del abandono de todo lo que no sea Dios, incluido el propio yo, como vía para la verdadera unión con Dios.
Como curiosidad se puede mencionar que el texto en vulgar del primer verso de la poesía tiene En el principio es el Verbo, en vez del era del texto canónico del Evangelio de san Juan, y que esta elección parece más una interpretación teológica que un error.

## Ideas
Como miembro de la Orden de los Predicadores, las doctrinas de Eckhart se apoyaron en la base teológica proporcionada por Tomás de Aquino; sin embargo, el componente neoplatónico que había introducido el Aquinate en una ontología fundamentalmente aristotélica ―por ejemplo a través de la doctrina de la participación― adopta en Eckhart un carácter mucho más marcado, aproximándose a las tesis que siglos antes había sostenido Juan Escoto Erígena. Es quizás lo más propio de su propuesta de mística especulativa: por un lado, la profunda unión de teología, filosofía y mística propiamente dicha en una sola reflexión. Por otro, la casi total ausencia de confidencia o de indicaciones que hagan pensar directamente en una experiencia personal de unión con Dios.
La teoría mística de Eckhart toma varios temas de la espiritualidad patrística como la unión con Dios e incluso la divinización del alma, la separación del mundo, etc., pero haciéndolos partir de reflexiones de naturaleza teológico-filosófica. Por ello, su particular forma de presentar la mística ha sido llamada «mística especulativa» o, a partir de los ambientes donde nace y se desarrolla, «mística renana». Se encuentran en ella influencias del tomismo que recibió en Colonia, de su experiencia como director de religiosas dominicas y el neoplatonismo, que siempre estuvo presente en su pensamiento teológico.

### Dios
La característica principal de la teología de Eckhart es la fertilidad de Dios, de cuya sobreabundancia de amor procede el Hijo o Verbo; esta sobreabundancia, que es origen también de la creación del mundo, está estrechamente ligada al clásico concepto neoplatónico de emanación, aunque en la teología de Eckhart la creación del mundo es claramente un acto de voluntad divino y no una consecuencia necesaria de su esencia. Eckhart replica también la distinción de Eriúgena entre natura naturans y natura naturata para distinguir la divinidad única de Dios (su ser absoluto e incualificado) de su expresión en la Trinidad, en la que aquella se realiza y manifiesta. Este proceso ―descrito en sus obras más juveniles como las Quaestiones parisienses― al que califica en una ocasión de "autorrevelación" de la Trinidad, interesaría profundamente a los idealistas, en especial a Hegel, que vería en él una prefiguración de sus propias doctrinas.
En el inconcluso Opus tripartitum, Eckhart abandona la teoría de la prioridad del conocer sobre el ser, asumiendo plenamente incluso la identificación de Dios con el Ser y llegando a afirmar, con Tomás de Aquino, que el mismo conocer sin el ser es nada. Sin embargo, hasta ahí llega el paralelismo de pensamiento entre el Aquinate y Meister Eckhart, aun cuando haya sido intentado un acercamiento mayor entre los dos autores por parte de teólogos del siglo XX.
Asume además la teología apofática que solo permite hablar de Dios en negativo: es decir, esa forma de expresarse de los nombres divinos no nos dicen qué es Dios, sino más bien qué no es. Emplea la expresión Gott para referirse al Dios cristiano (Santísima Trinidad) y la expresión Gottheit para hablar de la esencia divina, aun cuando este límite o distinción de expresión, según el pensamiento de Eckhart, se debe a nuestro modo limitado de pensar.

### Origen del mundo
Varias expresiones de Eckhart podrían hacer pensar que sostenía la eternidad del mundo:

No se puede admitir que Dios esta ahí, esperando no se sabe qué ser que tendría que venir a crear el mundo. En el mismo instante en que Dios existió, y generó al Hijo, Dios coeterno y coesencial en todas las cosas creó también el mundo.
Segundo comentario al Génesis

Sin embargo, distingue también la creación en cuanto idea en la mente de Dios y la creación efectiva, subordinada al tiempo:

Cuando el Padre generó todas las criaturas, entonces me generó, y yo salí de él con todas las criaturas y sin embargo, permanecí interiormente en el Padre. Como la palabra que ahora pronuncio surge en mí, en un segundo momento me detengo en mi idea, en tercer lugar la expreso y vosotros la recibís. Sin embargo, ella permanece verdaderamente en mí, del mismo modo yo permanezco en el Padre
Sermón Ave, gratia plena

Esta teoría sobre las ideas en la mente de Dios, le lleva también a afirmar que aunque el Creador trasciende todo, de alguna manera es inmanente a todo, como se ha visto antes, pero también que el mal no tiene ningún grado de sustancialidad: el demonio es nada, en cuanto mal, y los pecadores, por tanto, tampoco son nada. Esta teoría también le sirve para mostrar la diferencia radical de la criatura con respecto a Dios, pero también su semejanza.

### El desapego
La vía propuesta por Eckhart es, como en buena parte de la mística, la de una divinización. Si Dios es pura simplicidad, el hombre debe intentar llegar o volver lo más cerca de ella, despojándose de todo lo que no sea Él mismo. A este proceso de simplificación Eckhart lo llama "desapego", que no implica desentenderse completamente del mundo, sino tenerlo o intentar tenerlo como Dios mismo lo tiene, tener el punto de vista divino ―si cabe hablar así― sobre todo lo que no es Él, y desprenderse de cualquier voluntad propia:

Toda la perfección del hombre consiste en alejarse y en despojarse de la criatura; en comportarse uniformemente en y hacia todas las cosas, no ser abatido por las adversidades, no exaltarse en la fortuna, no alegrarse o temer o gozar de una cosa más que de otra… También si esto parece arduo y difícil, en cambio es absolutamente leve y necesario; leve sobre todo porque cuando se ha gustado del espíritu, se pierde el sabor de toda carne. De hecho, el inconmensurable gusto de Dios anula todo lo demás. Secundariamente porque, en efecto, para quien ama de verdad, todas las cosas son un puro nada fuera de Dios, en cuanto fuera del ser.
Sermón 6

La parte del alma donde se da este conocimiento tiene varios nombres en la mística especulativa de Eckhart: «fondo del alma», «ápice de la mente», «sindéresis» o «castillo del alma». En la medida en que se vacía, Dios la llena de sí mismo y ese es el sentido de la «divinización» a través del desapego o abandono. El hombre desapegado será el hombre noble, que por ello siente un gozo profundo y experimenta la verdadera nada de todo. Todo esto no lo descubre el intelecto natural, por llamarlo así, sino aquel separado (el intelecto que no tiene nada que ver con las cosas, según la expresión de Anaxágoras que Eckhart emplea a menudo) y activo que en realidad se identifica con la gracia.

### El nacimiento del Verbo
Eckhart entiende la unión con Dios por parte del alma, como una unión de intención que se dirige a Dios. Desecha como imposible la idea de un pensar continuo en Dios, queda la vía de poseerlo en su esencia, cosa que explica por medio de imágenes:

De la misma manera, quien tiene una gran sed puede hacer distintas cosas y tener pensamientos diversos sobre el beber, pero independientemente de lo que haga, o con quién esté, independientemente de su intención, su pensamiento o su ocupación, la imagen de la bebida no lo abandona durante el tiempo que dure su sed; y mientras más sed tenga, más intensa es la imagen de la bebida, más presente, continua, interior.
Instrucciones espirituales 6

Esta presencia del Verbo en el alma, será ―al menos por la forma en que probablemente la explicó― uno de los puntos que causaron acusaciones de herejía, pues se pensó que afirmaba que hay en alma «algo increado» e incluso «increable». Él mismo se defenderá de esta acusación intentando aclarar lo que quería expresar:

Nunca he afirmado que haya en el alma algo que sea increado o increable, porque entonces el alma estaría compuesta de [algo] creado e increado; más bien he enseñado y escrito todo lo contrario.
Declaración pública del 13 de febrero de 1327

En realidad, como se ha indicado anteriormente, esta presencia del Logos o el nacimiento del Verbo en el alma, es la gracia o esa forma de entender el intelecto agente, separado de las cosas que permite llegar al «desapego», siempre según la vía mística propuesta por Eckhart.
Sin embargo y en general no admite un itinerario o una vía gradual de posesión de Dios, como la espiritualidad basada en el Pseudo Dionisio con los tres grados de purificación, iluminación y unión, aun cuando en el Discurso del hombre noble, comenta la forma de seis grados desarrollada por otros autores como Filón de Alejandría, Agustín de Hipona o Juan Clímaco. Sin embargo, en el resto de su obra no solo esta graduación está ausente, sino también temas recurrentes en otros autores como la necesidad de la cruz. Esto parece mostrar una preferencia del autor por la mística sobre la ascética. Incluso, quizás buscando que quedara más clara su propuesta mística llega a decir que cuando el hombre se despoja de todo, incluso del yo, experimenta la desnudez y la nada y esa nada se vuelve Dios mismo.

## Condena y rehabilitación
La obra de Eckhart fue ya controvertida entre sus contemporáneos. Y ha dado pie a juicios de todo tipo sobre su precedencia e influencia en varios movimientos y escuelas, desde el idealismo y el protestantismo, hasta «begardos y beguinos» Se le ha exaltado como «el más iluminado de los teólogos del Medioevo» o «patriarca de una filosofía específicamente alemana».
Como se ha mencionado anteriormente, en 1329 Juan XXII condenó algunas proposiciones que se decían contenidas en la obra del Maestro Eckhart. La bula In agro dominico subraya especialmente algunos puntos, como por ejemplo, la teoría sobre la eternidad del mundo, que habría sido creado al mismo tiempo que la generación del Hijo, la no necesidad o incluso la desviación que implica pedir cosas a Dios, la «transubstanciación» del creyente en Dios, que implica que todo lo dicho sobre Cristo en las Escrituras se puede aplicar al hombre divinizado de esa manera.
Desde el capítulo general de la Orden de Predicadores del año 1980 se comenzaron diversas iniciativas con el fin de lograr la rehabilitación del Maestro Eckhart. En 1992, el entonces prefecto de la Congregación para la Doctrina de la Fe, Joseph Ratzinger, recibió una solicitud por parte de los Dominicos para que dicho órgano levantara la condena contra Meister Eckhart. El veredicto que recibió Timothy Radcliffe, entonces Maestro General de los Predicadores, consistió en tres proposiciones fundamentales:
- El Maestro Eckhart no necesita ninguna rehabilitación.
- Su doctrina está en perfecta consonancia con la doctrina católica.
- Es un teólogo digno de recomendación.[68]

## Influencia y repercusión
La condena papal de 1328 impidió que los escritos de Eckhart se popularizaran en los ambientes universitarios, pero no que fuera leído y que haya efectivamente influenciado en autores de la mística renana, de la devotio moderna (a través de Gerardo Groote que aunque prohíbe a los suyos la lectura de Eckhart, lo reelabora para sus fines). También es retomado y hasta defendido por algunos compañeros de su orden como Juan Taulero y Enrique Susón. El primero llegará a decir: «Él hablaba desde el punto de vista de la eternidad, y vosotros lo habéis entendido según el tiempo».
A inicios del siglo XV, Nicolás de Cusa mantuvo una polémica con Johannes Wenck, precisamente porque este último lo acusaba de ser un discípulo de Eckhart. Nicolás respondió con el tratado Apología de la docta ignorancia donde acepta la crítica, pero indicando que así como los teólogos de Aviñón no habían comprendido la teología del maestro parisino, de la misma manera personas como Wenck no eran capaces de seguir la sutilidad de la teología del Cusano.
Diversos autores han señalado la existencia de cierta conexión entre algunas de las ideas de Eckhart y la doctrina que luego sería defendida por los reformadores protestantes. Así, con relación a la justificación por la sola fe, se ha dicho:

la capacidad de las obras para lograr la gracia de Dios es algo que, con posterioridad a Agustín pero antes que Lutero, ya había sido cuestionado por el Maestro Eckhart: «Todo lo que hagas en tus obras debes cumplirlo únicamente por el amor de Dios y mantenerte tan vacío de todo como vacía es la nada»; «mercaderes son todos aquellos (…) a quienes les gustaría (…) hacer buenas obras (...) con el fin de que Nuestro Señor les dé algo a cambio». Yendo más lejos, ya el propio Eckhart había defendido que «toda oración y obras buenas no valen nada, porque Dios no las tiene en cuenta».

Lutero, que de joven manifestó su gusto por las obras de Eckhart, cambió de opinión debido al desarrollo de su teología sobre la reparación vicaria de Jesucristo, que es totalmente contraria a la vía eckhartiana. Sin embargo, esto no impidió que varios autores reformados asumieran la teología de Eckhart. Así por ejemplo: Caspar Schwenckfeld von Ossig, Sebastian Franck, Valentin Weigel y Jakob Böhme. También es evidente su influencia en autores como Angelus Silesius, donde incluso influye en su conversión al catolicismo.
Por medio de estos autores el pensamiento de Eckhart llega a la mística española del siglo XVI en escritores como Juan de la Cruz y la espiritualidad francesa que desembocará en el quietismo.
Hay que esperar al siglo XIX y al curioso connubio de romanticismo alemán con el idealismo para un redescubrimiento de los escritos de Eckhart, por medio de filósofos como Franz von Baader. Así llegó a influir en los filósofos más eminentes del idealismo: Fichte, Friedrich Schelling y Hegel. Schopenhauer reconoció en diversas ocasiones la influencia de Eckhart en su pensamiento: «Estos son mis compañeros espirituales: Eckhart y Taulero»
Sin embargo, no fue sino hasta el descubrimiento de la obra latina de Eckhart en 1886 que se dio un pleno conocimiento de su obra, lo que permitió mostrar cuánto había sido malinterpretado y llevado a las aguas del idealismo y de las filosofías modernas. Los estudios de Denifle sobre esta parte de la obra de Eckhart muestran más bien a un maestro que se muestra ante todo como un escolástico, con gusto por las filosofías nuevas y por las expresiones arriesgadas o equívocas.
El siglo XX vio primero nuevas ediciones de sus obras, no ya con la preocupación de fijar el texto, sino de divulgarlo. En 1903 la edición de una antología de escritos de Eckhart, realizada por Hermann Büttner, tuvo un gran éxito, aun cuando lo presenta como un heterodoxo católico y un espíritu libre que supo oponer una «religión verdadera» a la eclesiástica. Esto propició una explosión de estudios sobre Eckhart y su utilización incluso por parte de la ideología nazi a manos de Rosenberg: el desapego y la nobleza de espíritu, según este ideólogo y criminal, eran los valores del germanismo. Era considerado el «apóstol de los alemanes» y sus escritos, la «Biblia germana». Incluso se llegó a pensar en la creación de una iglesia nacional germana, la Ekkehartmensch. Tras la Segunda Guerra Mundial el interés por Eckhart se trasladó al ámbito filosófico, sobre todo cuando Heidegger afirmó que mientras meditaba en el ser, leyó frecuentemente los escritos del maestro dominico.

### Edición crítica de su obra latina
Hubo un trabajo realizado por Franz Pfeiffer en 1857, pero que se mostró luego insuficiente e incompleto, aun cuando fue reeditado en 1962.
Se dio también un proyecto por parte del Instituto Histórico de la Orden de Predicadores, pero que quedó inconcluso desde 1936. El plan original preveía 17 fascículos, pero llegó a publicar solo tres:
- R. Klibanski, Super oratione dominica, Roma 1934.
- H. Bascour (ed.), Opus tripartitum. Prologi, Roma 1935
- A. Dondaine (ed.), Quaestiones parisienses, Roma 1936

Desde 1956 la editorial Kohlhammer publica una edición crítica de toda la obra de Meister Eckhart. La obra latina comprende cinco volúmenes publicados en Stuttgart:
- Konrad Weiss (ed.), Lateinische Werke, vol 1: Prologi in Opus tripartitum en Opus propositionum, in Opus expositionum. Expositio Libri Genesis; Liber parabolarum Genesis.
- Konrad Weiss - Josef Koch - Heribert Fischer (ed.), Lateinische Werke, vol. 2: Expositio libri Exodi; Sermones et lectiones super Ecclesiastici, cap. 24, 23-31; Expositio libri Sapientiae; Expositio Cant. 1, 6.
- Karl Christ - Bruno Decker - Josef Koch - Heribert Fischer - Albert Zimmermann (ed.), Lateinische Werke, vol. 3: Expositio sancti Evangelii secundum Johannem.
- Ernst Benz - Bruno Decker - Josef Koch (ed.), Lateinische Werke, vol. 4: Sermones latini.
- Josef Koch - Bernhard Geyer - Erich Seeberg (ed.), Lateinische Werke, vol. 5: Collatio in Libros Sententiarum; Quaestiones parisienses; Sermo die b. Augustini Parisius habitus; Sermo paschalis a. 1294 Parisius habitus; Acta et regesta vitam magistri Echardi illustrantia; Processus contra magistrum Echardum.

### Edición crítica de su obra en alemán
Comprende también cinco volúmenes, cuatro de ellos dedicados a los sermones y uno a los tratados. La editorial es la misma:
- Josef Quint (ed.), Deutsche Werke, vol. 1: Predigten 1-24
  - vol. 2: Predigten 25-59
  - vol. 3: Predigten 60-86
  - vol. 4: incompleto por la muerte de Quint.
  - vol. 5: Traktate: Das buoch der göttlichen troestunge; Von dem edeln menschen; Die rede der untersheidunge; Von abgescheidentheit

### Traducciones al español
- El fruto de la nada (y otros escritos). Madrid: Edición y traducción Amador Vega. 8ª edición, 2014. Colección El Árbol del Paraíso 13. Ediciones Siruela; Alianza Editorial (2011). 1998. ISBN 978-84-7844-391-8 / ISBN 978-84-206-5496-6.
- Sermones y lecciones sobre el capítulo 24, 23-31 del Eclesiástico. España: Eunsa. Ediciones Universidad de Navarra. 2010. ISBN 978-84-313-2697-5.
- Vida eterna y conocimiento divino. Argentina: Luz Editorial. 2010. ISBN 978-987-20322-6-5.
- La imagen desnuda de dios. Sermones. México: Fundación de estudios tradicionales. 2007. ISBN 978-968-9279-33-4.
- La Defensa ante la acusación de herejía. Buenos Aires: Almagesto. 1998. ISBN 950-751-169-5.
- Tratados y sermones. Barcelona: Edhasa. 1983. ISBN 84-350-0389-2.

### Sobre Eckhart
- Battista Mondin (1996). Storia della Teologia 2. Bolonia: Edizioni Studio Domenicano. ISBN 88-7094-243-0.
- Evangelista Vilanova (1987). Historia de la teología cristiana 1. Barcelona: Herder. ISBN 84-254-1553-5.
- Édouard-Henri Wéber, «Mistica, spiritualità e riforma nell'Europa del Nord», en Giulio d'Onofrio (dir.), Storia della teologia nel Medioevo, III: La teología delle scuole, PIEMME, Casale Monferrato 1996, ISBN 88-384-2626-0
- Marco Vannini, Introduzione en Meister Eckhart. I sermoni latini, Città Nuova, Roma 1989, ISBN 88-311-1001-2, p. 5-34
- Marco Vannini, Introduzione, en Meister Eckhart. I sermoni, Paoline, Milán 2002, ISBN 88-315-2331-7, p. 9-76
- Amador Vega Esquerra (ed.), El fruto de la nada. Maestro Eckhart, Siruela, Madrid 20086, ISBN 84-7844-391-8
- Giuseppe Barzaghi, Maestro Eckhart. Invito alla lettura, San Paolo, Cinisello Balsamo 2002, ISBN 88-215-4638-1
- Alain de Libera, Introduzione alla mistica renana, Jaca Book, Milán 1998, ISBN 88-16-4096-5
- Alain de Libera, Eckhart, Suso, Tauler y la divinización del hombre, José J. de Olañeta, Barcelona 1999, ISBN 84-7651-716-5
- Ángel Capelletti (ed.), Meister Eckhart. Cuestiones parisienses, Universidad nacional de Tucumán, Tucumán 1962
- Bernhardus Geyer (ed.), Magistri Echardi: Quaestiones et Sermo Parisienses, Bohn 1931
- Kurt Ruh, Meister Eckhart. Teologo - Predicatore - Mistico, Morcelliana, Brescia 1989, ISBN 88-372-1387-5
- Jeanne Ancelet-Hustache, Maestro Eckhart e la mistica renana, Edizioni Paoline, Milano 1992, ISBN 88-315-0687-0